# Jōdo-ji (Ono)

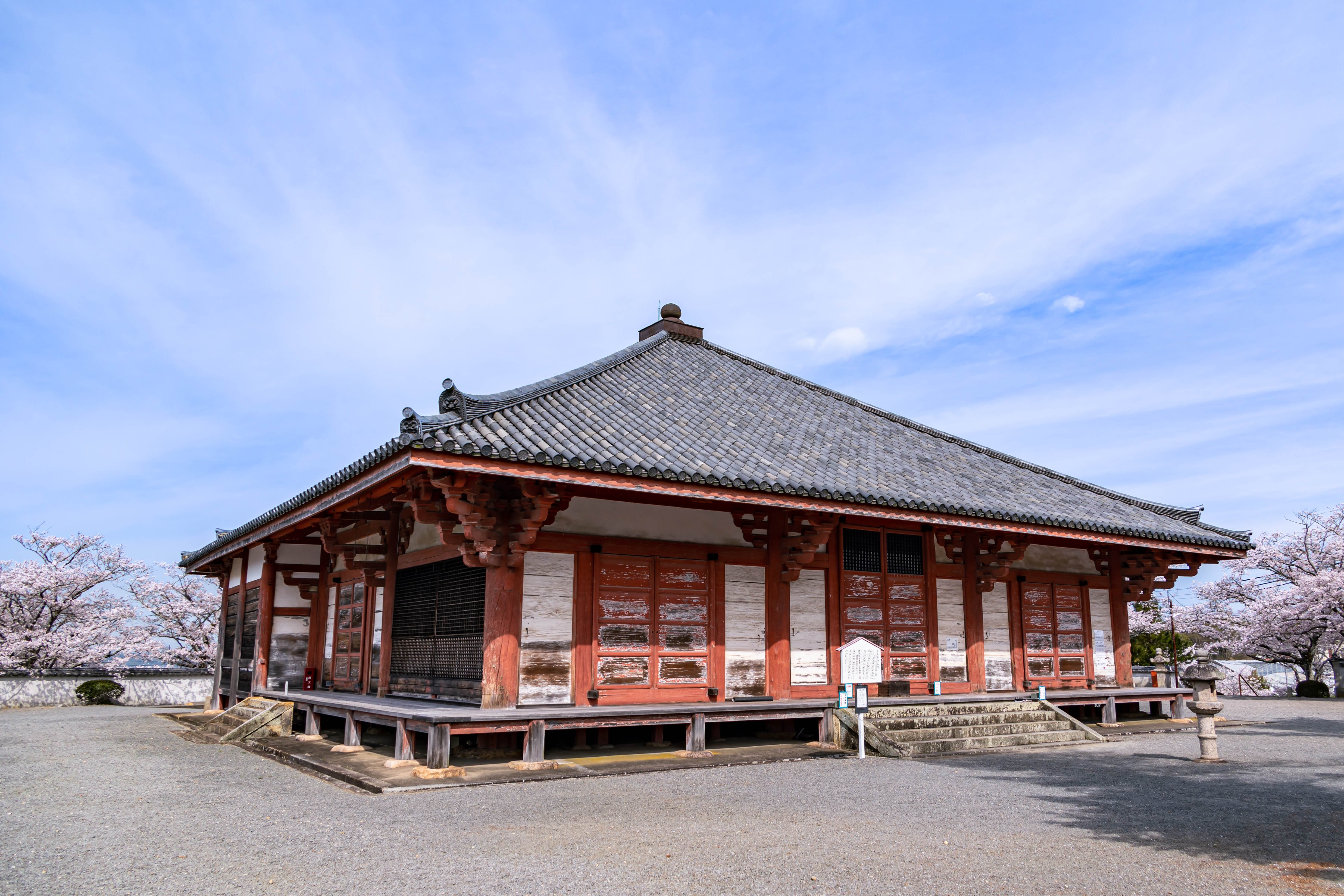
Jōdo-Halle

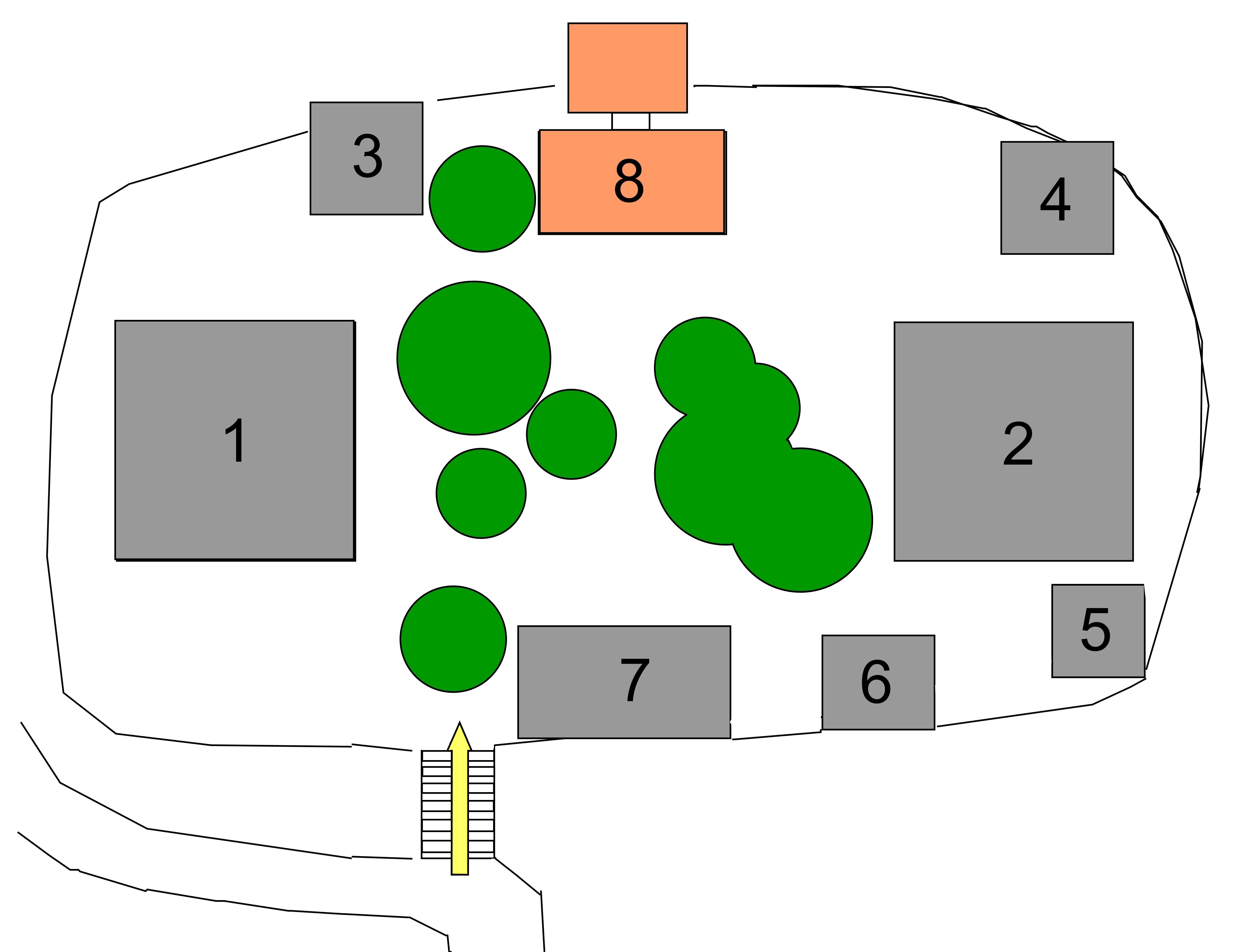
Plan der Anlage (siehe Text)

Das Jōdo-ji (japanisch 浄土寺) ist ein Tempel der Shingon-Richtung des Buddhismus in der Stadt Ono in der Präfektur Hyōgo, Japan.

## Geschichte
Die Gegend um Ono gehört seit der Mitte des 12. Jahrhunderts zum Grundbesitz des Tōdai-ji. Nach dem Verlust des großen Hauptgebäudes durch Brand im Jahr 1180 bemühte sich Priester Shunjōbō Chōgen (俊乗房 重源; 1121–1206) auf Wunsch des Kaisers Go-Shirakawa um den Wiederaufbau. Dazu sollten die Erträge des Ono-Gebietes beitragen, das dabei durch den Bau des Jōdo-ji gestärkt wurde.

## Die Anlage

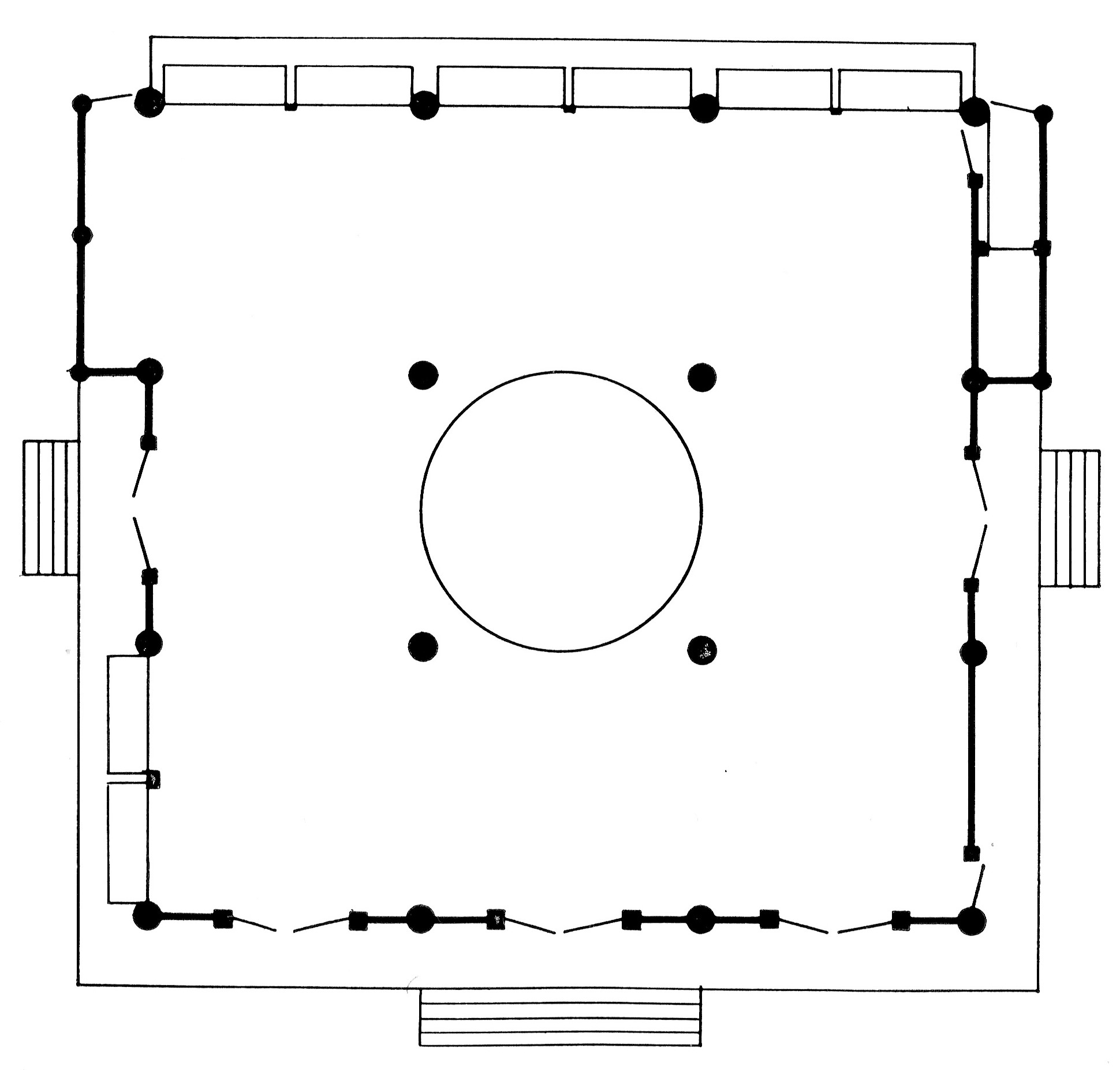
Jōdo-Halle

Über eine Treppe erreicht man das etwas höher gelegene Tempelgelände. Die Hauptgebäude bilden ein Dreieck mit der Jōdo-Halle (浄土堂 Jōdo-dō; 1) im Westen, die Yakushi-Halle (薬師堂 Yakushi-dō; 2) im Osten und dem Hachiman-Schrein (八幡神社 Hachiman-jinja; 8) im Norden. Die Jōdo-Halle wird wegen ihrer Hauptkultfigur, dem Amida Nyorai (阿弥陀如来), auch Amida-Halle genannt. Sie gehört neben dem Südtor (南大門) des Tōdai-ji zu den einzigen noch existierenden Beispielen des Daibutsu-Stils, hier kenntlich an der Struktur der Kapitelle. Sie ist als Nationalschatz registriert. Sie ist quadratisch mit 3 Ken Seitenlänge und ist mit Ziegeln gedeckt. Der Abstand ist mit 20 Shaku, also etwa 6 m, sehr weit. Innen besitzt das Gebäude oben keine Decke, sondern man sieht direkt das innen bemalte Holzdach.
Die gegenüber stehende Yakushi-Halle ist ein wenig größer und ebenfalls quadratisch, aber sie ist mit 5 × 5 Ken anders gegliedert. Ursprünglich war sie auch im Daibutsu-Stil erbaut, ging aber in der Muromachi-Zeit durch Brand verloren. Die gegenwärtige Halle stammt aus dem Jahr 1517 und ist im sogenannten japanischen Stil erbaut. Die Halle ist als Wichtiges Kulturgut Japans registriert.
Der Hachiman-Schrein wurde 1235 erbaut. Die Haupthalle (本殿 Honden) hinten ist 3 Ken breit und hat ein nach vorne herab schwingendes Nadare-Dach, das Irimoya-Dach ist mit Zedernschindeln gedeckt. Das kleine Gebäude ist ein gutes Beispiel für Schrein-Architektur der Muromachi-Zeit. Die Gebetshalle (拝殿 Haiden) davor ist in einem Mischstil erbaut, sie zeigt Baumerkmale der späten Kamakura-Zeit. Beide Gebäude sind wichtiges Kulturgut.
Die weiteren Gebäude auf dem Tempelgelände, der Glockenturm (鐘楼 Shōrō; 3), die Fudō-Halle (不動堂 Fudō-dō; 4), die Kaisan-Halle (開山堂, Kaisan-dō; 5), in der der Tempelgründer verehrt wird, der Sutren-Speicher (経蔵, Kyōzō; 6) und die Monju-Halle (文殊堂, Monju-dō; 7), in der der heilige Monju verehrt wird, bilden zusammen mit den Hauptgebäuden ein eindrucksvolle Tempelanlage (伽藍, Garan).

## Schätze des Tempels
Die Hauptkultfigut, der Amida-Nyorai in der Haupthalle, beeindruckt mit einer Höhe von 5,3 m. Er wird rechts und links von zwei Heiligen begleitet. Es sind die heilige Kannon (観音菩薩) und der heilige Seishi (勢至菩薩), beide 3,7 m groß. Diese Trinität wurde von Kaikei hergestellt und ist wie die Halle selbst Nationalschatz. Es gibt einen weiteren Amida und 25 Heiligengesichter, die ebenfalls von Kaikei und Mitarbeitern stammen und die als Wichtiges Kulturgut registriert sind. Früher wurden sie auf der Nyorai-Zusammenkunft (如来会, Nyorai-e) gezeigt, die aber gegenwärtig nicht stattfindet.

## Bilder

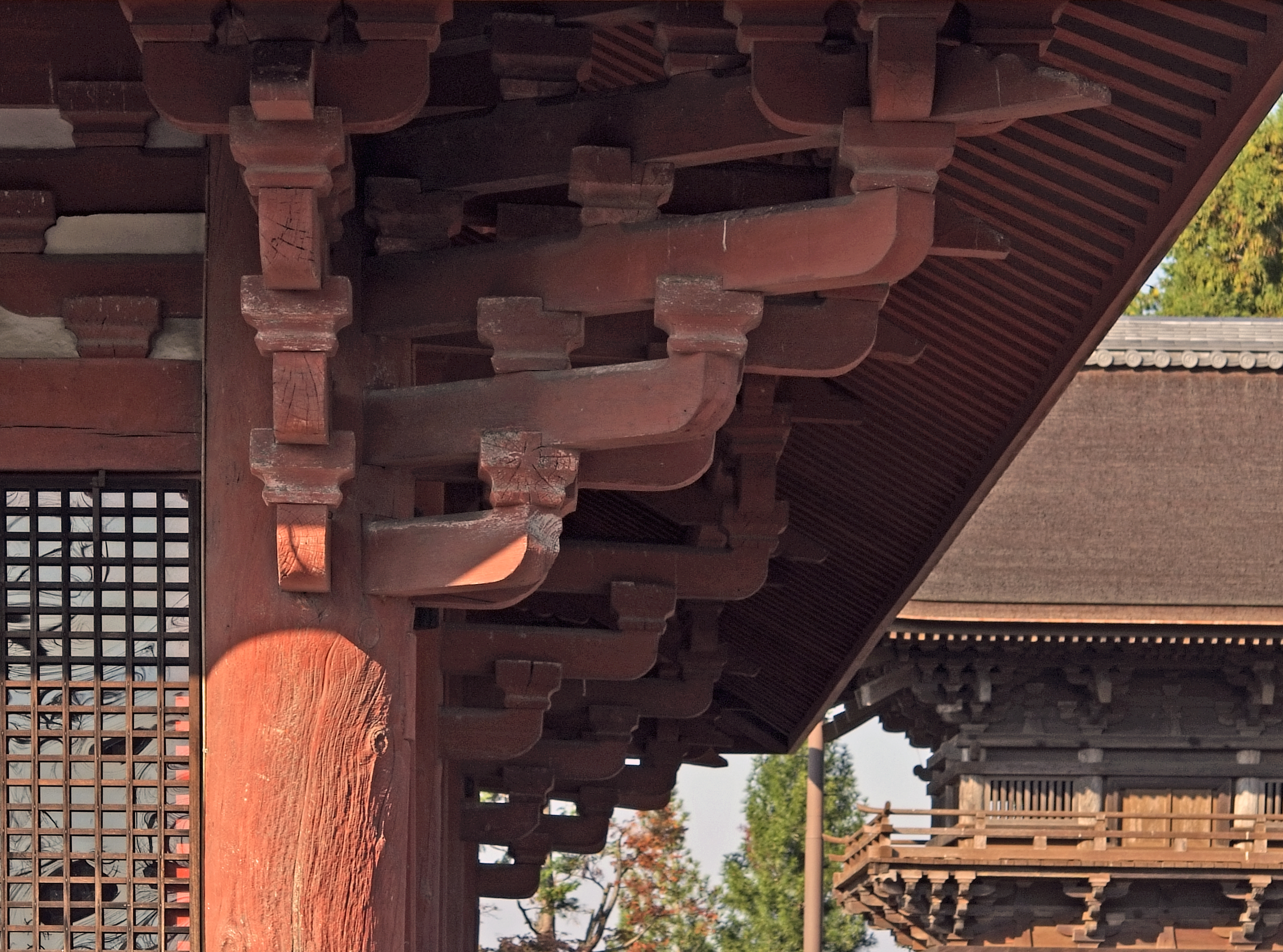
Struktur-Detail der Haupthalle
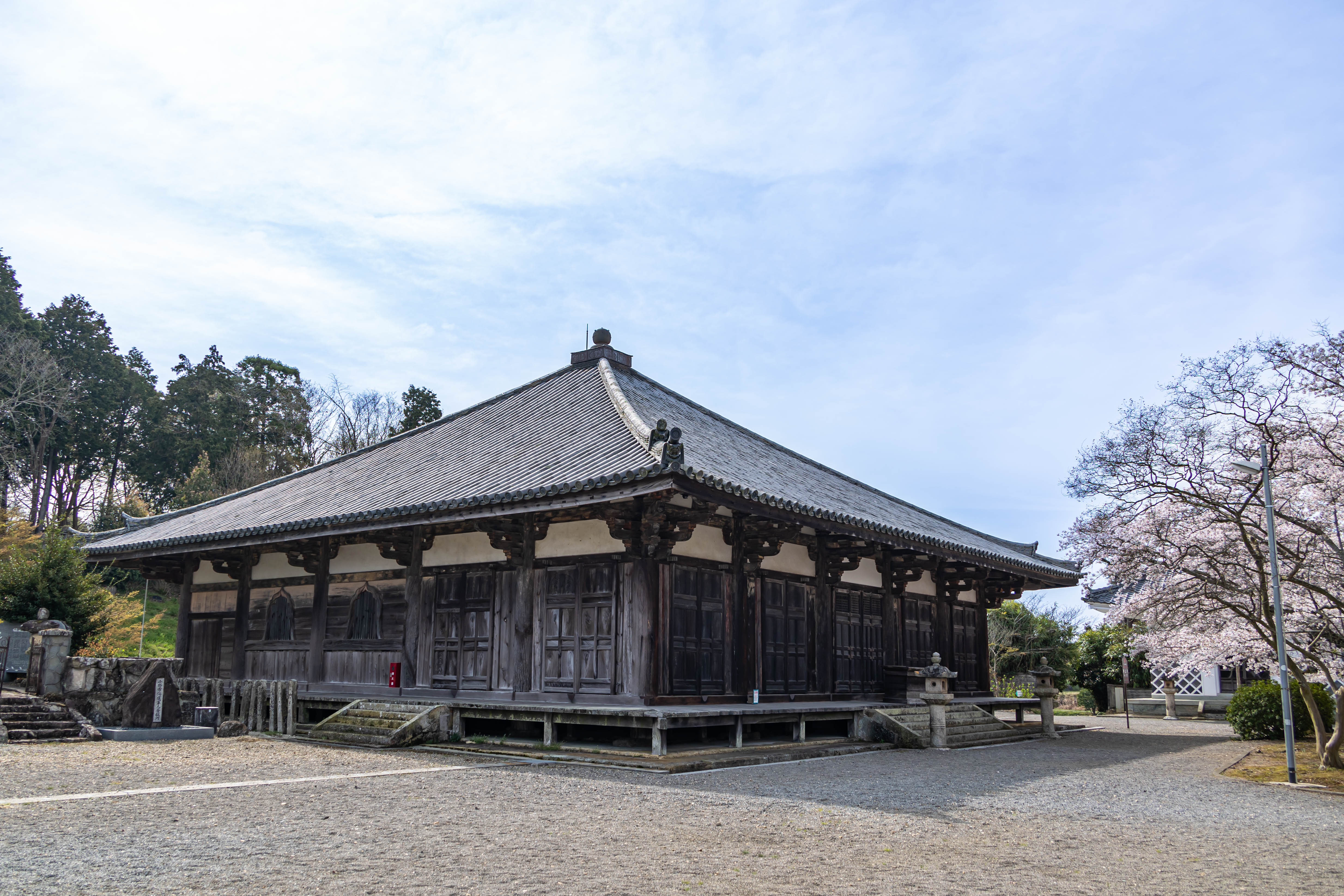
Yakushi-Halle
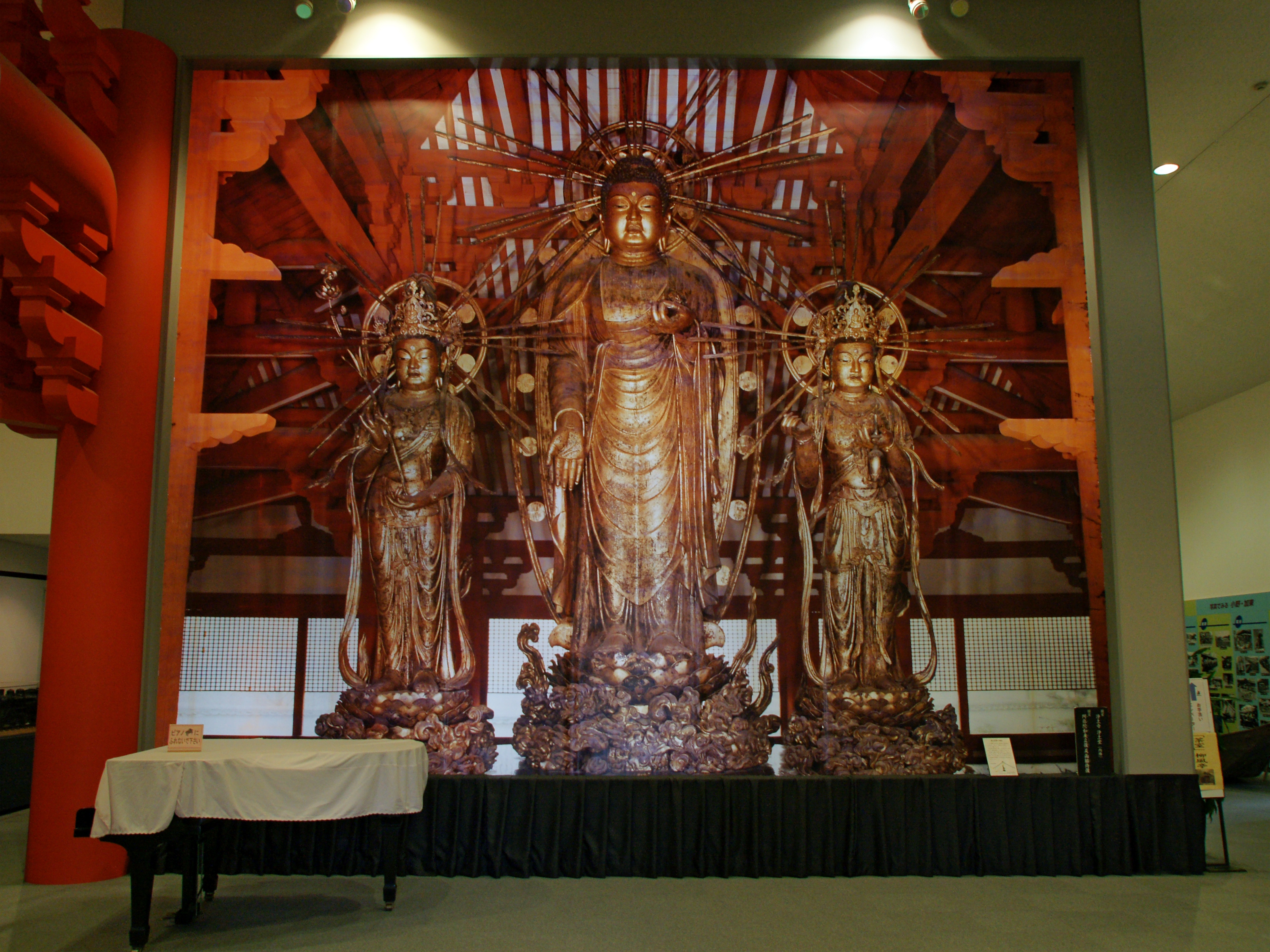
Die Trinität (Modell)
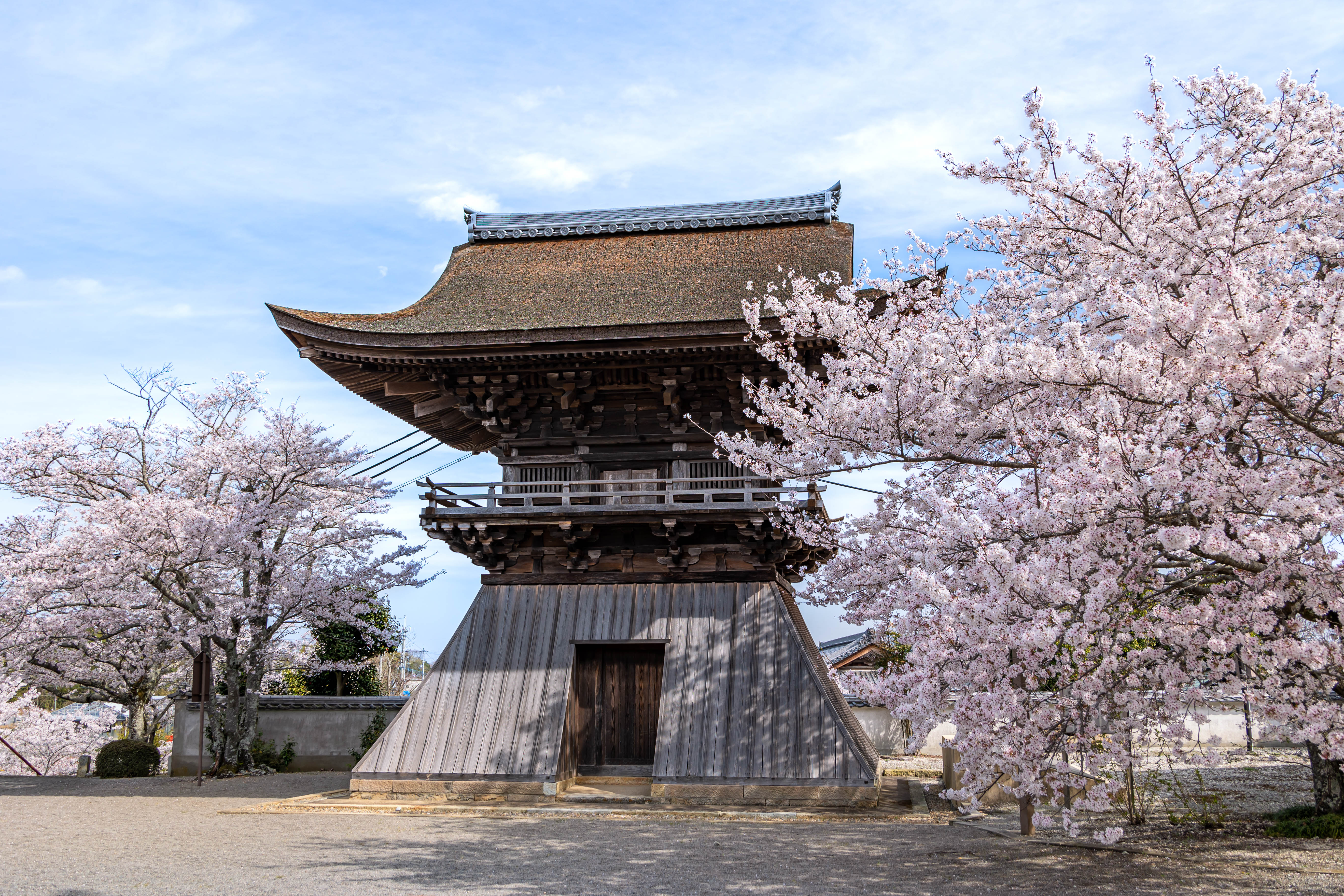
Glockenturm
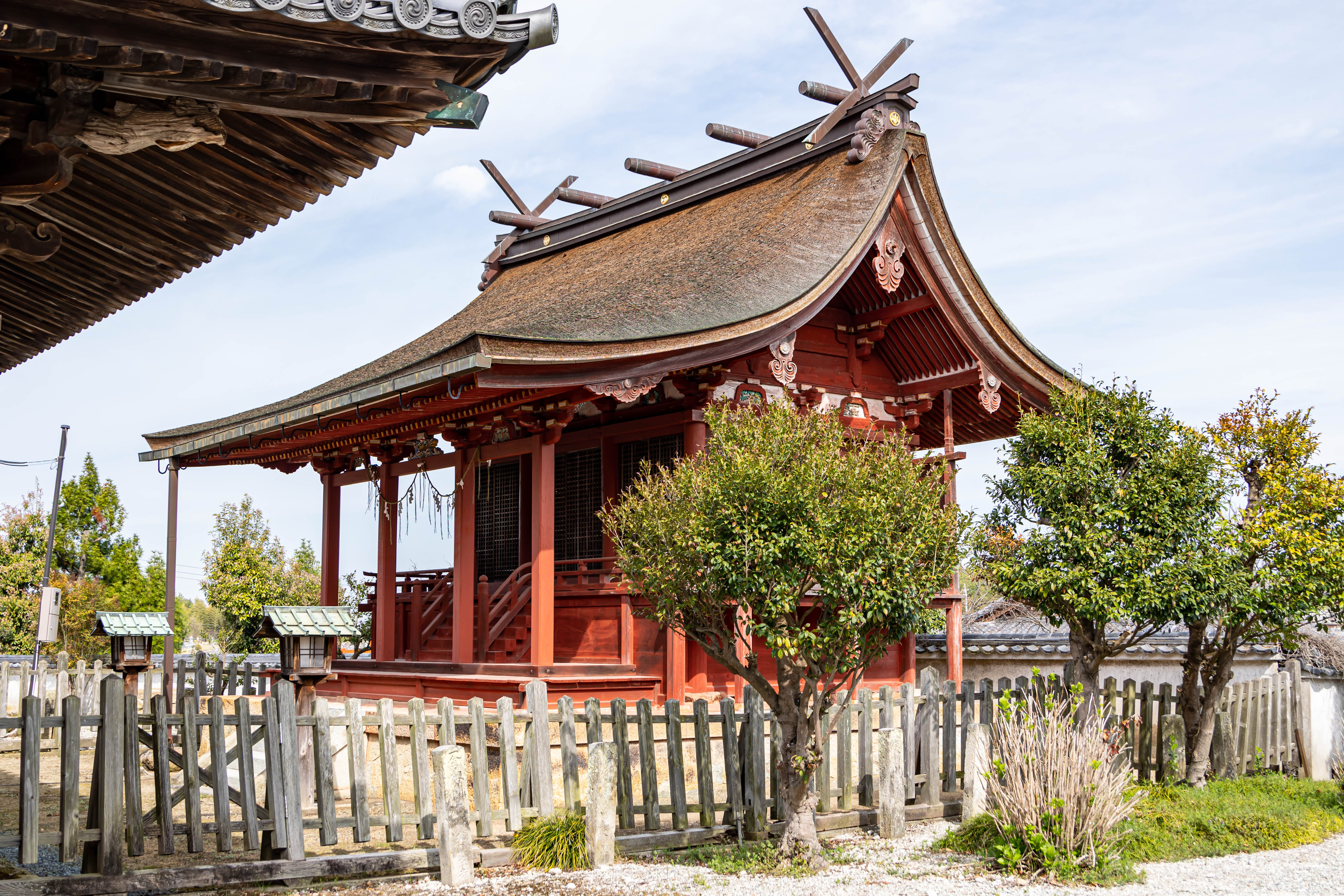
Hachiman-Schrein, Honden